# جيسي لوي
جيسي لوي (بالإنجليزية: Jesse Lowe)‏ هو سياسي أمريكي، ولد في 11 مارس 1814 في رالي في الولايات المتحدة، وتوفي في 3 أبريل 1868 في أوماها في الولايات المتحدة.